# 别尔佳乌什
别尔佳乌什（羅馬化：Berdyaush）是俄罗斯车里雅宾斯克州的市级镇，为该州萨特卡区第二大市级镇。地处车里雅宾斯克州西部，位于伏尔加河流域大别尔佳乌什河畔，在区行政中心萨特卡东北、州府车里雅宾斯克西方，距该州与巴什科尔托斯坦共和国边界不远。镇中部设有同名铁路车站，是通往巴卡尔、车里雅宾斯克、乌法等地的铁路枢纽。附近较大城市有兹拉托乌斯特，位于该镇以东约33公里处。
建于1890年，与当地铁路建设有关，镇名来自流经该地的大别尔佳乌什河。1928年设市级镇。
该地2022年人口有4,485人；2010年人口5,304；2002年人口5,672；1989年人口6,530。